# Ферьер (Верхние Пиренеи)
Ферье́р (фр. Ferrières, окс. Herrèra) — коммуна во Франции, находится в регионе Юг — Пиренеи. Департамент — Верхние Пиренеи. Входит в состав кантона Окён. Округ коммуны — Аржелес-Газост.
Код INSEE коммуны — 65176.

## География

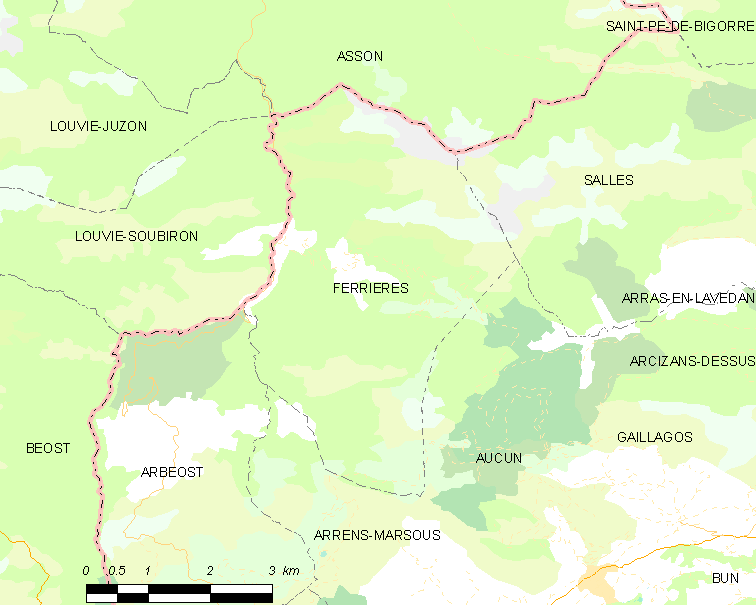
Карта коммуны

Коммуна расположена приблизительно в 680 км к югу от Парижа, в 155 км юго-западнее Тулузы, в 37 км к юго-западу от Тарба.
По территории коммуны протекает река Узум.

## Климат
Климат умеренно-океанический с солнечной тёплой погодой и обильными осадками на протяжении практически всего года.

## Население
Население коммуны на 2010 год составляло 111 человек.
| 1962 | 1968 | 1975 | 1982 | 1990 | 1999 | 2010 |
| ---- | ---- | ---- | ---- | ---- | ---- | ---- |
| 240  | 190  | 149  | 135  | 112  | 110  | 111  |

## Администрация
| Период | Период | Фамилия        | Партия       | Примечания |
| ------ | ------ | -------------- | ------------ | ---------- |
| 2001   | 2020   | Катти Броньоли | Разные левые |            |

## Экономика
В 2010 году среди 69 человек трудоспособного возраста (15-64 лет) 38 были экономически активными, 31 — неактивными (показатель активности — 55,1 %, в 1999 году было 58,6 %). Из 38 активных жителей работали 34 человека (23 мужчины и 11 женщин), безработных было 4 (1 мужчина и 3 женщины). Среди 31 неактивных 3 человека были учениками или студентами, 11 — пенсионерами, 17 были неактивными по другим причинам.